# Property law (England und Wales)
Als property law bezeichnet man im Recht von England und Wales die Gesamtheit der Rechtsnormen, die Schutz, Erwerb und Übertragung von Vermögen regeln. 

## Systematik und Rechtsquellen
Das englische Recht kennt weder eine zusammenhängende, in sich geschlossene Systematik der Institute des Sachenrechts noch einen numerus clausus an dinglichen Rechten. Die verschiedenen sachenrechtlichen Institute sind vielmehr verstreut durch Gesetzesrecht (englisch statute law) und Richterrecht (englisch Common Law) erfasst.

## Property
Das englische Institut des property beinhaltet zwar zum einen ein dem römisch-germanischen Eigentum (auch englisch ownership) vergleichbares Rechtsinstitut, wird jedoch in der englischen Rechtssprache eher im Sinne von ‚Vermögensrecht‘ verwandt. Die englische Rechtslehre unterscheidet real und personal property. Die Unterscheidung geht auf das System der writs in der englischen Rechtsgeschichte zurück. Im mittelalterlichen Recht konnte man dabei eine Klage auf Herausgabe einer Sache in Natur oder auf Schadensersatz erheben. Erstere hieß actio in rem und war nur bei der Herausgabe von land (d. h. Grundeigentum) zulässig. Aus der Bezeichnung actio in rem entwickelte sich der Terminus real property oder realty; er bedeutet stets nur das Eigentum an land, nicht dagegen andere Recht an land. Das zugehörige Rechtsgebiet wird als Land law bezeichnet.
Die Klage auf Schadensersatz nannte man hingegen actio in persona. Bewegliches Vermögen heißt deshalb personal property oder personalty. Personal property wird in chattels real (Herrschaftsrechte an Grundstücken von bestimmter Dauer wie etwa eine leasehold) und chattels personal (alle anderen Vermögensrechte, hauptsächlich Eigentum an beweglichen Sachen) eingeteilt. Ferner scheidet man choses in possession/chattels (etwa ‚Fahrnis‘) und choses in action (Forderungen, Urheberrechte, Wertpapiere).